# Tea Times (大西順子のアルバム)
『Tea Times』（ティー・タイムズ）は、ジャズ・ピアニストの大西順子が2016年に発表した10枚目のリーダー・アルバム。

## 収録曲
| #         | タイトル                                                                  | 作詞      | 作曲               | 時間  |
| --------- | ------------------------------------------------------------------------- | --------- | ------------------ | ----- |
| 1.        | 「ティー・タイム2」(Tea Time 2)                                           | -         | 菊地成孔           | 5:29  |
| 2.        | 「ブラック・ベリー」(Blackberry)                                          | -         | 菊地成孔           | 3:39  |
| 3.        | 「ティー・タイム1」(Tea Time 1)                                           | -         | 菊地成孔           | 7:21  |
| 4.        | 「クロマティック・ユニヴァース」(Chromatic Universe)                      | -         | ジョージ・ラッセル | 6:17  |
| 5.        | 「GL/JM」                                                                 | -         | 菊地成孔           | 5:34  |
| 6.        | 「ジ・インターセクション」(The Intersection)                              | -         | 挾間美帆           | 8:11  |
| 7.        | 「キャロリーヌ・シャンプチャ」(Caroline Champtier)                        | -         | 菊地成孔           | 4:37  |
| 8.        | 「マルカム・ヴィブラフォン・X」(Malcolm Vibraphone X featuring N/K, OMSB) | -         | 菊地成孔           | 4:36  |
| 9.        | 「ユー・ノウ？」(U Know featuring OMSB, JUMA, 矢幅歩, 吉田沙良)           | -         | 菊地成孔           | 4:36  |
| 10.       | 「フェティッシュ」(Fetish)                                                | -         | 菊地成孔           | 16:19 |
| 合計時間: | 合計時間:                                                                 | 合計時間: | 60:51              |       |

- 挾間美帆 - ホーン・アレンジ (M5)
- 庵原良司 - トランスクリプション、ホーン・コーディネート (M4)
- 菊地成孔 - 編集

## アルバム参加ミュージシャン
- 大西順子(Junko Onishi) - ピアノ
- テリオン・ガリー（英語版） - ドラムス
- ユニオール・テリー (Yunior Terry) - ベース
- ホーン
  - 土井徳浩 - アルト・サクソフォーン
  - 近藤和彦 - アルト・サクソフォーン
  - 庵原良司 - テナー・サクソフォーン、フルート
  - 竹野昌邦 - テナー・サクソフォーン
  - 鈴木圭 - バリトン・サクソフォーン
  - 中川英二郎 - トロンボーン
  - 半田信英 - トロンボーン
  - 笹栗良太 - トロンボーン
  - 野々下興一 - バストロンボーン
  - エリック宮城 - トランペット
  - 西村浩二 - トランペット
  - 菅坡雅彦 - トランペット
  - 小澤篤士 - トランペット
- 宮嶋洋輔 - ギター
- 菊地成孔 (N/K) - ラップ (M8)
- OMSB - ラップ (M8, M9)
- JUMA - ラップ (M9)
- 吉田沙良 - コーラス
- 矢幅歩 - コーラス

### M4
- 庵原良司 - テナー・サクソフォーン、フルート
- 土井徳浩 - アルト・サクソフォーン
- 鈴木圭 - バリトン・サクソフォーン
- 中川英二郎 - トロンボーン
- 半田信英 - トロンボーン
- 笹栗良太 - トロンボーン
- エリック宮城 - トランペット
- 西村浩二 - トランペット
- 菅坡雅彦 - トランペット

## 製作クレジット
- プロデューサー - 菊地成孔
- レコーディング・ディレクター＆コーディネーター - 大矢朋広 (mimi-tab.)
- レコーディング＆ミキシング・エンジニア - 赤工隆
Recorded at Sony Music Studios Tokyo, Studio FAVRE
Mixed at Studio FAVRE
- アシスタント・エンジニア - Takemasa Kosaka, 米山雄大
- マスタリング・エンジニア - 鈴木浩二
Mastering at Sony Music Studios Tokyo
- ピアノ調律 - Megumi Omamiuda
- プレ・プロダクション - Kei Maruyama, Shiro Tanaka
- アーティスト・マネージメント - 田渕等、長沼裕之
- コーディネーター - Kazuki Takumi
- エグゼクティブ・プロデューサー - 高橋章、中山 道彦、廣瀬健一
- カバー写真 - 菊地成孔
- ブックレット写真 - 仁礼博
- ヘアー＆メイク・アーティスト - 池田永一
- アート・ディレクション - 北川正

## リリース日一覧
| 地域 | リリース日    | レーベル                         | 規格                   | カタログ番号  | 備考                      |
| ---- | ------------- | -------------------------------- | ---------------------- | ------------- | ------------------------- |
| 日本 | 2016年6月22日 | Taboo (ヴィレッジ・レコード)     | SA-CDハイブリッド      | VRCL-18853    | STEREO                    |
| 日本 | 2016年6月22日 | ソニー・ミュージックアーティスツ | デジタル・ダウンロード | 4542696007551 | mora AAC-LC 320kbps       |
| 日本 | 2016年6月22日 | ソニー・ミュージックアーティスツ | デジタル・ダウンロード | 4542696007551 | mora FLAC 96.0kHz/24bit   |
| 日本 | 2016年6月22日 | ソニー・ミュージックアーティスツ | デジタル・ダウンロード | A1004448954   | レコチョク                |
| 日本 | 2016年6月22日 | ソニー・ミュージックアーティスツ | デジタル・ダウンロード | B0045PHT8C    | アマゾン mp3              |
| 日本 | 2016年6月22日 | ソニー・ミュージックアーティスツ | デジタル・ダウンロード | 1123928695    | iTunes Store              |
| 日本 | 2016年6月22日 | ソニー・ミュージックアーティスツ | デジタル・ダウンロード | 10668         | HD-music FLAC 96kHz/24bit |